# Lee Changho
Đây là một tên người Triều Tiên, họ là Lee.
Lee Changho (이창호, 李昌鎬, Lý Xương Hạo, sinh ngày 29 tháng 7 nằm 1975 tại Jeonju, Jeolla Bắc) là một kỳ thủ cờ vây chuyên nghiệp cửu đẳng người Hàn Quốc. Anh được xem là một trong những kỳ thủ mạnh nhất thế giới. Là môn đệ của Jo Hunhyeon. Vào năm 2006, Lee giành chiến thắng trong trận tranh danh hiệu Wangwi lần thứ 11 liên tiếp. Chỉ kém thầy của mình, anh có 16 lần liên tiếp giành giải Paewang, 13 lần liên tiếp giành giải Mingren.

## Phong cách chơi cờ
"Thạch diện Phật" là một trong các biệt danh mà trong giới cờ vây dành cho Lee, xuất phát từ việc không để lộ cảm xúc, không bao giờ mỉm cười hoặc nhăn mặt trong toàn bộ ván cờ. Biệt danh trên cũng thể hiện phần nào phong cách chơi cờ của anh. Anh nằm trong tốp đầu thế giới về khả năng đọc cờ. Anh không bao giờ tấn công quá mức và không bao giờ chơi "cờ rừng". Changho thường chiến thắng trong những trận đấu mà đối thủ tưởng mình đã chiến thắng bởi vì anh không vây những đám quân lớn hoặc có những nước cờ làm chủ thế trận. Trình độ của Changho thường bị các kì thủ chuyên nghiệp khác xem thường khi bắt đầu sự nghiệp. Anh không giống như Honinbo Shusaku, anh không có những nước đi lớn hoặc những nước cờ làm ngạc nhiên đối thủ.
Kỳ thủ Nhuế Nại Vĩ phát biểu rằng Lee sẽ để cho đối thủ làm những gì họ muốn, nhưng cuối cùng chiến thắng sẽ là Lee. Thường Hạo, một trong các kì thủ hàng đầu Trung Quốc đã nói, để biết được sức cờ thực sự của Lee thì phải đấu với Lee.
Do đó, các kì thủ thường chối bỏ sức mạnh của Lee. Vì Lee không có những nước cờ gây ra sự choáng váng cho đối thủ, không gây áp lực bằng sức cờ hoặc trí thông minh. Jo Chihun trước một trận tranh quán quân giải World Go phát biểu nửa đùa nửa thật rằng ông sẽ dạy cho Changho biết thế nào là cờ vây, nhưng lại bị thất bại 3 ván trắng. Chihun không hiểu tại sao ông lại bị thua.

## Mục tiêu vượt qua thầy giáo
Thầy giáo dạy cờ vây đầu tiên của Lee nói rằng Lee lúc đầu rất cố gắng tạo ra những nước cờ thông minh trong ván đấu. Cho đến khi Lee trở thành môn đệ của Jo Hunhyeon, Jo rất nghi ngờ về năng khiếu của anh, vì Lee không thể tái lập lại ván cờ trong ngày hôm đó. Một thiên tài cờ vây thông thường sẽ có một trực giác nhạy bén, khả năng phân tích sắc sảo và một trí nhớ tuyệt vời. Theo đánh giá lúc đầu của Jo, Lee hoàn toàn không có một tiêu chuẩn nào của một thiên tài cờ vây. Nhưng Jo lưu ý rằng, Lee rất chăm chỉ, có một suy nghĩ sâu sắc và cách nhận thức khác biệt với lứa kỳ thủ cùng thời. Sau đó thì Jo thừa nhận Lee là một thiên tài cờ vây theo một cách hoàn toàn khác.
Trong thời gian học với Jo, Lee đã hoàn thiện khả năng chơi cờ của mình. Anh trở thành bậc thầy của những nước đi "thông thường" thay vì những nước đi có giá trị kết thúc ván đấu.
Lee rất thích những nước đi an toàn (mà anh có thể hoàn toàn kiểm soát được tình hình của mình lẫn đối thủ) hơn là những nước thông minh nhưng không biết rõ có thể để lại những khuyết điểm nào không. Rồi từ đó, Lee giảm thiểu các nguy cơ rủi ro từ các tình huống của đối thủ. Và trong thời gian ngắn, Lee trở thành người "kiểm soát sự bất thường" tốt nhất.
Vậy thì tại sao Lee lại thay đổi từ việc ưa thích các nước đi thông minh như lúc đầu sang các nước đi có giá trị trung bình mà hiệu quả? Lý do thực sự thì không ai biết chính xác. Một số lời phỏng đoán thì cho rằng phong cách đó là đối nghịch với phong cách của thầy giáo, một Jo Hunhyeon thường được xem là kỳ thủ thiên tài số một.
Trong giai đoạn khởi đầu chuyên nghiệp, Lee bị phê bình và chỉ trích vì cách đánh của mình chỉ dùng để đối trị với thầy giáo (vì không thắng nổi kì thủ cấp cao nào). Mặc dù sau đó Lee chứng minh được cách đánh của mình hiệu quả trước mọi kỳ thủ, lời chỉ trích cũng có phần nào đúng khi Lee một lần đã gián tiếp xác nhận mục tiêu của phong cách đánh của mình là dùng để đánh bại thầy giáo.
Có một vấn đề là bằng cách nào, Lee không thể so sánh với Jo về trí thông minh trời phú và vì thế Lee không thể nào theo kịp và vượt qua được Jo. Lee chọn một phương pháp là dùng khả năng tính toán tuyệt vời và những suy nghĩ sâu sắc để đối phó lại trí thông minh trời phú và khả năng phán đoán nhanh của thầy.
Đơn giản, đó là một từ thể hiện phong cách của Lee. Trong các ván đấu của anh, mọi thứ đều đơn giản. Tuy vậy, đó là sự đơn giản có trình độ. Thực ra thì đa số các kỳ thủ chuyên nghiệp không ấn tượng lắm với các ván đấu của anh (cho đến khi nào họ đấu với anh, như lời Thường Hạo). Sư phụ Jo Hunhyeon đã phát biểu rằng:
| “             | Lee ngồi và chờ đợi, không có gì thể hiện bên ngoài, đắm chìm trong một suy tư sâu sắc. Còn bạn, cứ đợi và đợi xem có gì trong sự suy tư sâu sắc đó. Bạn sẽ mất một chút bình tĩnh và nhảy vào cái mối suy tư sâu sắc đó. Không bàn đến việc thua ván đấu, bạn đã vướng vào cái suy nghĩ đó. | ” |
| — Jo Hunhyeon | |   |

Nói theo cách khác, đó là sự đơn giản sâu sắc.

## Đối đầu với các kỳ thủ thế hệ mới
Bây giờ, Lee đang đối diện với những thay đổi. Phong cách đơn giản, bình yên mà Lee đã sử dụng trong nhiều năm nay đã không còn hiệu quả hiện nay. Lee Sedol đã trở thành mối đe dọa nghiêm trọng với Changho. Trong giải LG Cup, Lee Sedol đã đạt đến trình độ làm lung lay "tảng đá Phật" Lee Changho.
Theo kỳ thủ Gim Seungjun thất đẳng, lý do Lee không còn giữ được bình tĩnh vì anh không thể đảm bảo chiến thắng các kỳ thủ hiện nay bằng lối đánh cũ. Trong lúc hầu hết các kỳ thủ chuyên nghiệp Hàn Quốc Lee đối đầu (nhất là Lee Sedol) đều có khả năng tính toán cao, khả năng đọc trận đấu và khả năng thâu quan không kém, Lee bị áp lực không dùng được lối đánh cũ của mình, bắt buộc phải đối đầu với vài trận chiến trong ván cờ để chiến thắng. Lee hiện đang theo đuổi một lối đánh mà có nhiều trận chiến, sát sao hơn, trước làn sóng các kỳ thủ mới này. Trong các ván đấu như vậy, anh phạm sai lầm và thậm chí lại xuất hiện một số trạng thái tâm lý mà anh hiếm khi nào thể hiện ra ngoài.
Jo Hunhyeon có một cái nhìn thấu đáo vào những gì đang xảy ra giữa học trò của mình và Lee Sedol. Đối mặt với câu hỏi "Thời đại của Lee có phải đã kết thúc không ?", Jo trả lời đơn giản, "Không, thời điểm này cuối cùng cũng đã đến, Lee Changho sẽ có một cuộc phục thù trước đối thủ chính này. Cả hai sẽ phải đấu với nhau nhiều ván nữa trong những năm tới. Và khi khói tan thì mới biết đây là thời đại của ai". Trở thành người chiến thắng trong cặp kỳ phùng địch thủ trong lịch sử cờ vây Hàn Quốc - Jo đã hạ Seo Bongsu với tỷ số 2-1 trong 1 thập niên, sau đó lại thất bại dưới tay môn đệ Lee của mình 2-1 trong 1 thập niên tiếp theo. Jo cảm thấy rằng khói đã xuất hiện, điều mà Yu Changhyeok không thể làm được trước Lee.
Lee sẽ thay đổi, như Jo đã từng thay đổi để thích ứng với thời đại mà Jo bị bắn hạ khỏi vị trí số 1 thế giới. Lee liệu có phải là kỳ thủ mạnh nhất mọi thời đại hay không phụ thuộc vào sự biến đổi của Lee và hiệu quả của sự thay đổi đó như thế nào.
Bak Chimun, một nhà phê bình cờ vây Hàn Quốc, cho rằng Lee Changho có thể là nhà chiến lược cờ vây vĩ đại nhất mọi thời đại khi Lee trở lại thành công để đối mặt với những kỳ thủ được mệnh danh là "sát thủ Lee Changho" (ví dụ Yoda Norimoto). Chúng ta sẽ thấy sự thật trong vòng 5 năm nữa, khi khói chiến trận đã tan.

## Kết quả khả quan của nữ kỳ thủ Nhuế Nại Vĩ trước Lee Changho
Bỏ qua kết quả trong trận đấu giữa Nhuế Nại Vĩ và Lee, trong đó tỷ số là 6-2 vào tháng 2 năm 2005 nghiêng về Nhuế Nại Vĩ, giả thuyết có thể như sau: để đánh bại được Lee Changho thì kỳ thủ đó phải có phong cách thật mạnh mẽ. Jo Hunhyeon thậm chỉ phải thay đổi cách đánh tích cực hơn, mạnh mẽ hơn để chống lại học trò của ông. Một loạt các trận thua của Lee trước các kỳ thủ trẻ Lee Sedol, Choe Cheolhan ủng hộ cho nhận xét này. Phong cách của Nhuế Nại Vĩ không nghi ngờ gì nữa là một trong những phong cách mạnh mẽ nhất. Sự sáng tạo trong tấn công và sự tiếp cận trận đấu sát sườn của cô là một thách thức đối với Lee, anh không thể đoán được bước đi kế tiếp của Nhuế và vì vậy thất bại trong việc kiểm soát ván đấu như trong các ván mà anh đã thực hiện trước các kỳ thủ khác.
Một giả định khác gần hơn: Nhuế rất ngưỡng mộ Lee với tư cách là một kỳ thủ và về cá nhân. Từ đó, Nhuế lấy tất cả các cảm hứng mình có được để đối mặt với Lee. Khi 2 yếu tố này kết hợp thì Nhuế đã có một trận đấu đầy cảm hứng trước Lee, phong cách trong trận này của Nhuế rất khó để Lee kiểm soát.
Thực sự thì chỉ qua 8 ván đấu, không có các trận đấu, tái đấu tiếp theo nên cũng khó xác định Nhuế có vượt lên trước Lee hay không.
Nhưng thực tế thì Nhuế luôn khiêm tốn cho rằng trình độ của Lee hơn cô nhưng không hiểu tại sao cô lại vượt qua được. Tuy nhiên, sẽ rất thú vị nếu cô có suy nghĩ thực sự như vậy.

## Kết quả khả quan của kỳ thủ Yoda Norimoto trước Lee Changho
Đến ngày 24 tháng 2 năm 2006, thành tích của Yoda trước Lee là 9 thắng - 8 bại.

## Một số nhận xét qua các ván cờ của Lee Changho
Kỹ thuật thâu quan rất xuất sắc của Lee đã được thừa nhận rộng rãi, anh đã bắt đầu có những nước thâu quan ngay khi trận đấu ở trung bàn sớm hơn các đối thủ của mình. Nhưng khi phân tích lại các ván đấu của Lee thì có một khía cạnh thú vị. Có vẻ như anh rất thích Tenuki (thay vì đáp trả nước cờ của đối thủ thì giành quyền đi vào vị trí khác của bàn cờ) hơn những kỳ thủ khác. Dĩ nhiên điều này dựa vào khả năng đọc và định vị rất tốt, ấn tượng là anh đã làm trái ngược hoàn toàn với các câu thành ngữ về Tenuki (ví dụ: "nếu đáng giá 15 mục thì hãy Tenuki", hoặc "khi nghi ngờ, cứ Tenuki",...). Lee Changho thường đi những nước đi mang lại hiệu quả lớn hơn là những nước cần đi gấp, cần phải đáp lại đối thủ. Thực tế cho thấy, anh đã nhận ra được các nước "cần đi gấp" không thực sự quá gấp.
Anh cũng có vẻ thích đưa trận đấu về việc tranh giành kiếp (ko) và thường các nhóm quân lớn của Lee trong các ván đấu dễ bị đe đọa vì anh đã áp dụng các nước đi lớn thay cho các nước đi an toàn.

## Danh hiệu
Lee Changho có số lượng danh hiệu đứng thứ 2 tại Hàn Quốc, sau thầy của mình Jo Hunhyeon.
| Danh hiệu                  | Năm giữ danh hiệu                                          |
| -------------------------- | ---------------------------------------------------------- |
| Các giải còn tổ chức       | 41                                                         |
| Myungin                    | 1990 - 1996, 1998 - 2003, 2009                             |
| Guksu                      | 1990, 1993 - 1997, 2001, 2002, 2005                        |
| Electron-Land Cup          | 2005, 2006, 2008                                           |
| Sibdan Cup                 | 2005, 2007                                                 |
| KBS Cup                    | 1988, 1991, 1994, 1998, 2001, 2002, 2004, 2005, 2007, 2008 |
| Chunwon                    | 1997 - 1999                                                |
| Các giải không còn tổ chức | 71                                                         |
| Wangwi                     | 1990, 1995 - 2007                                          |
| LG Refined Oil Cup         | 1997, 1998, 2001, 2003, 2004                               |
| Kisung                     | 1993 - 2003                                                |
| BC Card Cup                | 1991 - 1994, 1996                                          |
| Chaegowi                   | 1989 - 1991, 1993 - 1997                                   |
| Daewang                    | 1990 - 1992, 1995 - 1997                                   |
| Baccus Cup                 | 1990 - 1992                                                |
| Taewang                    | 1991 - 1993, 1997                                          |
| Paewang                    | 1993, 1994, 2001, 2002                                     |
| Kiwang                     | 1993, 1994                                                 |
| Gukgi                      | 1993 - 1996                                                |
| Paedal Cup                 | 1993 - 1995, 1997                                          |
| Baedalwang                 | 1996                                                       |
| Giải đấu giữa các quốc gia | 8                                                          |
| Korea-China Tengen         | 1997 - 2000                                                |
| Teda Cup                   | 2004                                                       |
| Asian TV Cup               | 1995, 1996, 2002                                           |
| Giải đấu quốc tế           | 18                                                         |
| LG Cup                     | 1997, 1999, 2001, 2004                                     |
| Samsung Cup                | 1997 - 1999                                                |
| Fujitsu Cup                | 1996, 1998                                                 |
| World Oza                  | 2002                                                       |
| Chunlan Cup                | 2003, 2005                                                 |
| Ing Cup                    | 2000                                                       |
| Tong Yang Cup              | 1992, 1993, 1996, 1998                                     |
| Zhonghuan Cup              | 2007                                                       |
| Tổng                       | 138                                                        |

| Tên                        | Years Lost                               |
| -------------------------- | ---------------------------------------- |
| Các giải còn tổ chức       | 17                                       |
| GS Caltex Cup              | 2005                                     |
| Wangwi                     | 1991, 1993                               |
| Kisung                     | 2004                                     |
| Guksu                      | 1989, 1991, 1992, 1998, 2003, 2004, 2006 |
| Electron-Land Cup          | 2007                                     |
| KBS Cup                    | 1995 - 1997, 1999, 2000                  |
| Prices Information Cup     | 2005                                     |
| BC Card Cup                | 1995                                     |
| Các giải không còn tổ chức | 11                                       |
| Myungin                    | 1990, 1997                               |
| Chaegowi                   | 1988, 1992                               |
| Paewang                    | 1988, 1995, 2003                         |
| Kiwang                     | 1995                                     |
| Paedal Cup                 | 1996, 1998                               |
| Daewang                    | 1993                                     |
| Giải giữa các quốc gia     | 4                                        |
| Asian TV Cup               | 1990, 1999, 2000, 2006                   |
| Giải quốc tế               | 10                                       |
| LG Cup                     | 2003, 2009-2010                          |
| Samsung Cup                | 2005, 2006                               |
| Chunlan Cup                | 1999, 2009                               |
| Tong Yang Cup              | 1991                                     |
| Fujitsu Cup                | 2007, 2008, 2009                         |
| Ing Cup                    | 2008                                     |
| Tổng                       | 37                                       |